# Turnera diffusa
Damiana (Turnera diffusa) – gatunek krzewu z rodziny męczennicowatych. Nazwa rośliny pochodzi od średniowiecznego aptekarza św. Damiana. Roślina występuje w Ameryce Południowej, Środkowej, na Karaibach i w południowej części Ameryki Północnej.